# Caveja

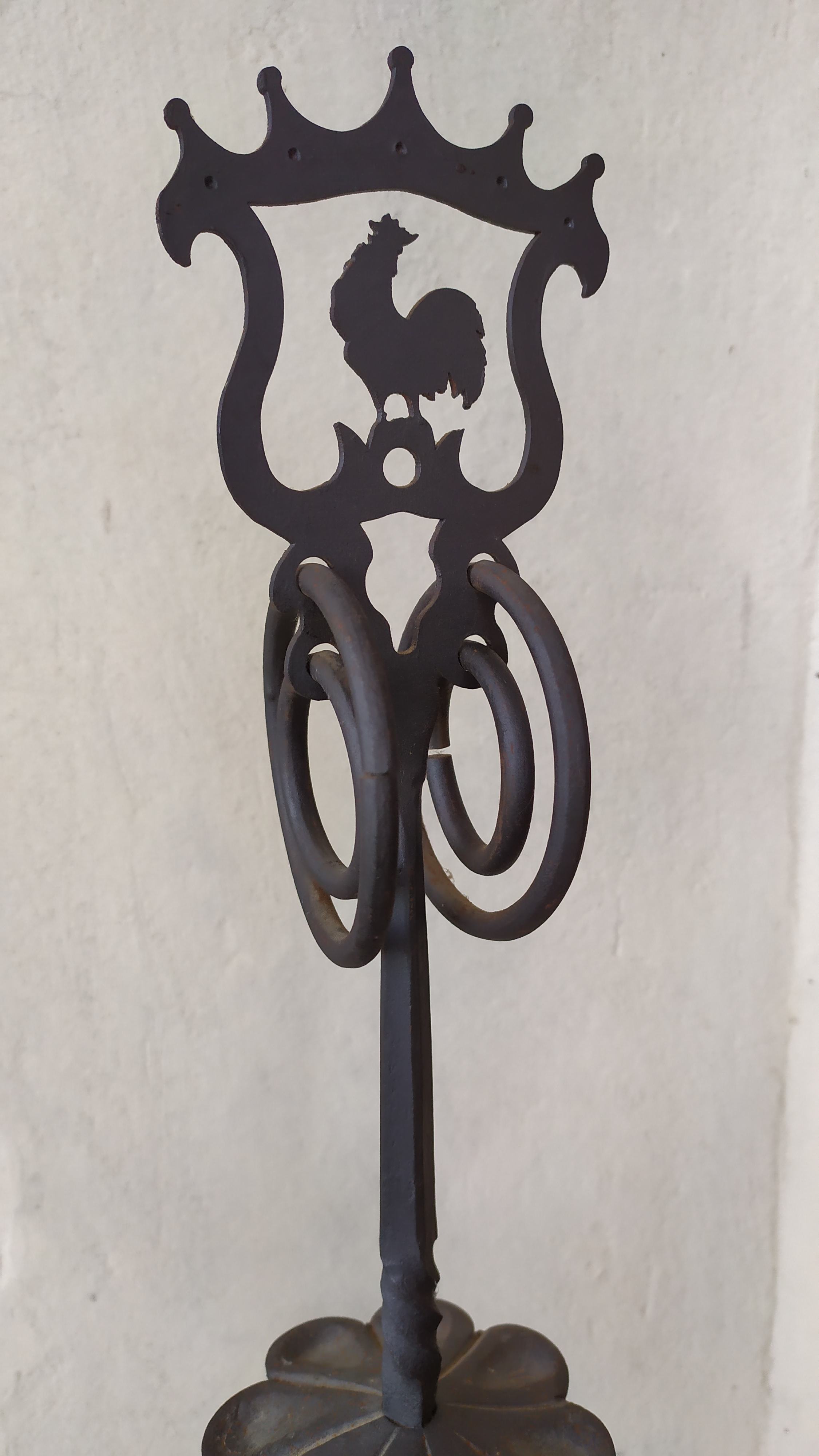
Caveja in ferro battuto.

La caveja è considerata per eccellenza il simbolo della Romagna; il termine proviene dalla tradizione contadina, ed indica un'asta di ferro battuto terminante in alto in una piastra ("pagella") decorata con anelli e immagini allegoriche. I simboli più diffusi, inseriti fra elementi decorativi, sono quelli del gallo, della mezzaluna, del Sole, dell'aquila e alcuni simboli cristiani, tra cui la Croce e la Colomba.

Il termine corrispondente in italiano è "cavicchia" o "cavicchiolo", in riferimento alla sua forma tipica e al suo utilizzo.

## Funzione e utilizzo

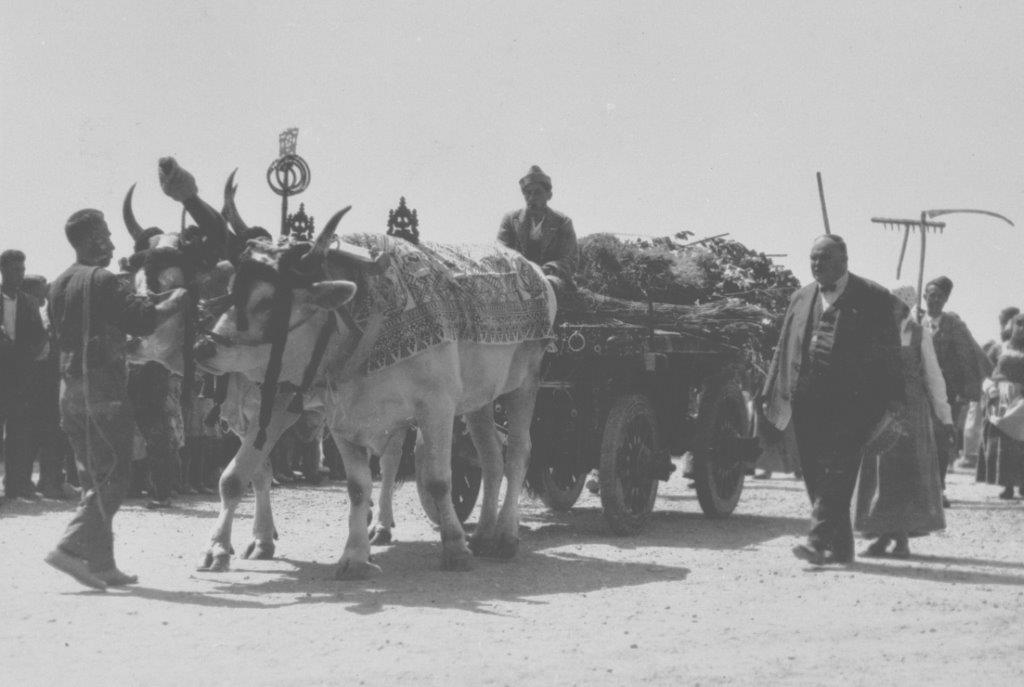
Coppia di buoi addobbati a festa. Sopra le teste degli animali si nota la caveja romagnola (8 gennaio 1930).

La caveja è il perno che, infisso nel timone del carro, tiene fermo il giogo in modo che non scivoli indietro.

Quando l'aratura e il traino dei carri avvenivano tramite vacche o buoi, gli animali erano sempre uniti a coppie tramite il giogo (in romagnolo e' zov oppure e' zog). Questo attrezzo, ricavato da un robusto pezzo di legno sagomato, veniva posizionato sul collo delle bestie e fissato, tramite apposite cinghie, alle corna. Il giogo, oltre ad essere provvisto di un sottogola, che non permetteva spostamenti laterali, al centro disponeva di un'apposita asola (in ferro o legno rinforzato con staffe di ferro), nella quale veniva inserito il timone (del carro o di antichi aratri), solitamente in legno. Per accoppiare il giogo al timone si utilizzavano lunghi perni. In origine i perni, o cavicchioli, erano in legno duro: bosso, acacia o sorbo. Successivamente, considerata la poca resistenza e la facile usura del legno, il cavicchiolo (cioè la caveja) venne sostituito da perni in metallo. La caveja veniva inserita, rispetto al giogo, in obliquo inclinata in avanti come appare anche nella rappresentazione tipica del simbolo della Romagna.  
La caveja serviva quindi per assicurare il traino dell'attrezzo, oppure per frenarlo: in un tratto di terreno discendente, il carro avrebbe acquistato velocità e sarebbe finito addosso ai buoi, colpendoli sulle gambe. In questi casi, l'unica cosa che succedeva era che il giogo si sporgeva improvvisamente in avanti e colpiva le robuste corna degli animali, senza causare dolore. 
Normalmente le caveje erano rudimentali pezzi di ferro (l'asta metallica è chiamata “stelo”) grossolanamente forgiati, provvisti di un semplice anello in ferro, con la funzione di aiutare lo sgancio dal timone. L'anello, con l'ondeggiare dei buoi, emetteva un ritmico tintinnio e i contadini chiesero ai fabbri di creare caveje provviste di più anelli in acciaio forgiato. Nacque così la caveja daglj anël, che nel forlivese e nel ravennate fu chiamata caveja cantarena (caveja canterina). La caveja cantarëna segnalava per le vie di campagna l'arrivo del carro. Durante le fiere o le sagre di paese, invece la sua funzione era quella di attirare l'attenzione. In queste occasioni si faceva a gara a chi avesse la caveja più bella o che emetteva il suono più armonico.
Agli inizi del Novecento Aldo Spallicci elevò la caveja a simbolo della Romagna. Nel 1912 il medico bertinorese pubblicò la raccolta poetica La Caveja dagli anëll; da allora la "caviglia dalle anelle" uscì dal ristretto ambito rurale ed entrò a far parte del mondo letterario. Negli anni 1930 Francesco Balilla Pratella estese la sua importanza al mondo della musica e dei canterini romagnoli.

## Simbolismo
Con il passare del tempo, le forti tradizioni scaramantico-religiose fecero sì che la caveja assumesse nella cultura popolare il ruolo di oggetto magico, con proprietà propiziatorie. Frequente era il suo uso infatti in rituali specifici – ad esempio – per scongiurare l'arrivo di temporali o altre intemperie, per proteggere i campi e il raccolto, per prevedere il sesso dei nascituri, per attirare o catturare le api, o perfino per liberare qualcuno che si ritenesse colpito da una "fattura"; inoltre veniva impiegata, sempre a fini propiziatori, nelle case degli sposi novelli. Durante la Settimana Santa, inoltre, gli anelli della caveja venivano legati dal giovedì fino al sabato Santo, come avveniva per le campane delle chiese. La parte alta (e votiva) del bastone è chiamata "padella".

## La caveja oggi
La caveja vera e propria oggi viene utilizzata solo nei cortei storici in cui si attacca ancora il giogo con i buoi al carro.

Inoltre è molto diffuso il suo utilizzo come raffigurazione. Molte imprese romagnole (in modo particolare – ma non soltanto – quelle prettamente legate al territorio, come ad esempio ristoranti, alberghi o attività artigiane), adottano come proprio logo la stessa caveja, oppure un suo particolare o una sua rielaborazione grafica.

## Galleria d'immagini

La Caveja e il galletto, simboli della Romagna. La caveja era (ed è tuttora) uno dei tanti motivi decorativi utilizzati nella stampa a ruggine dei tessuti, tipica della tradizione romagnola.
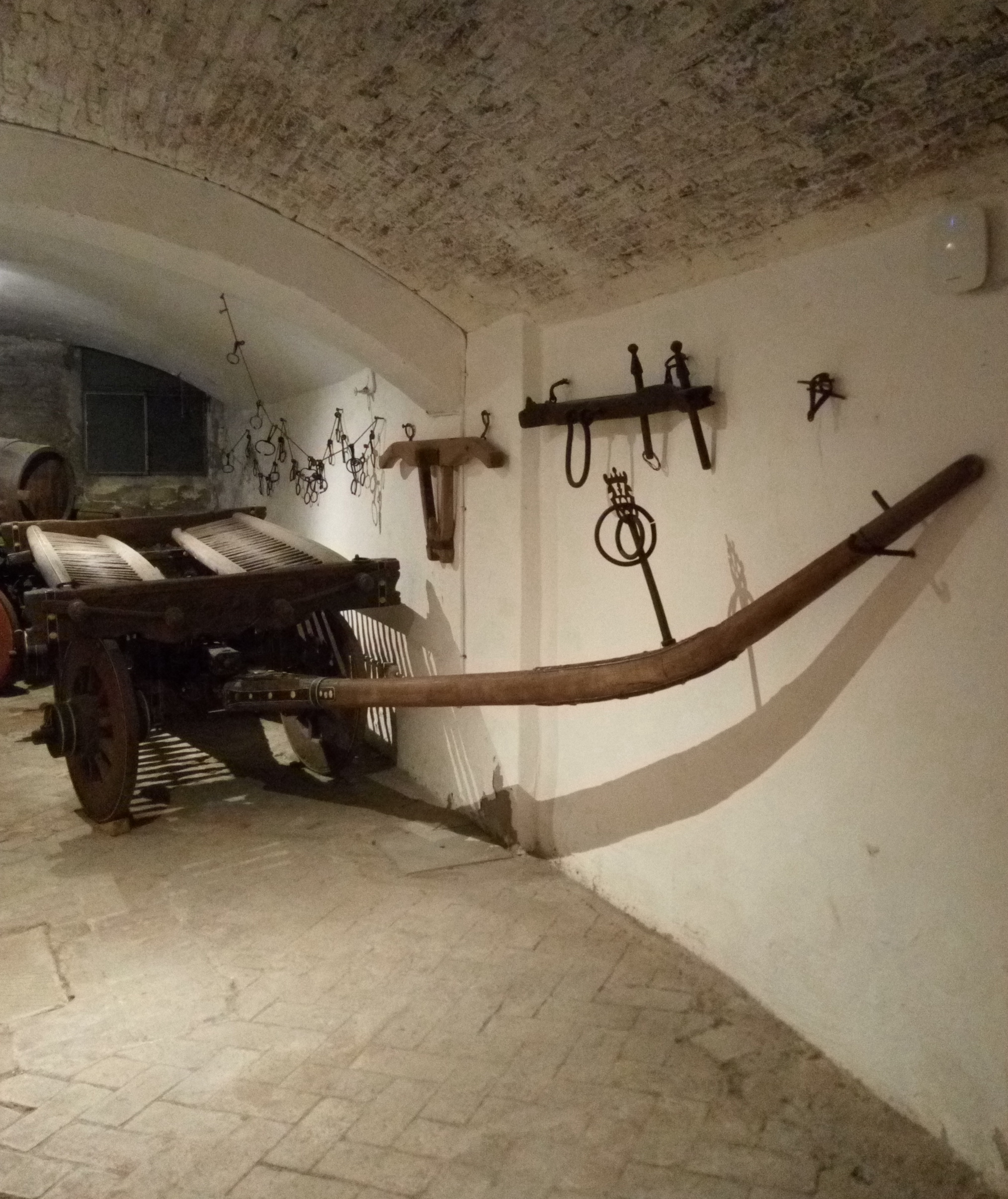
Carro con caveja ben visibile montata sul timone.
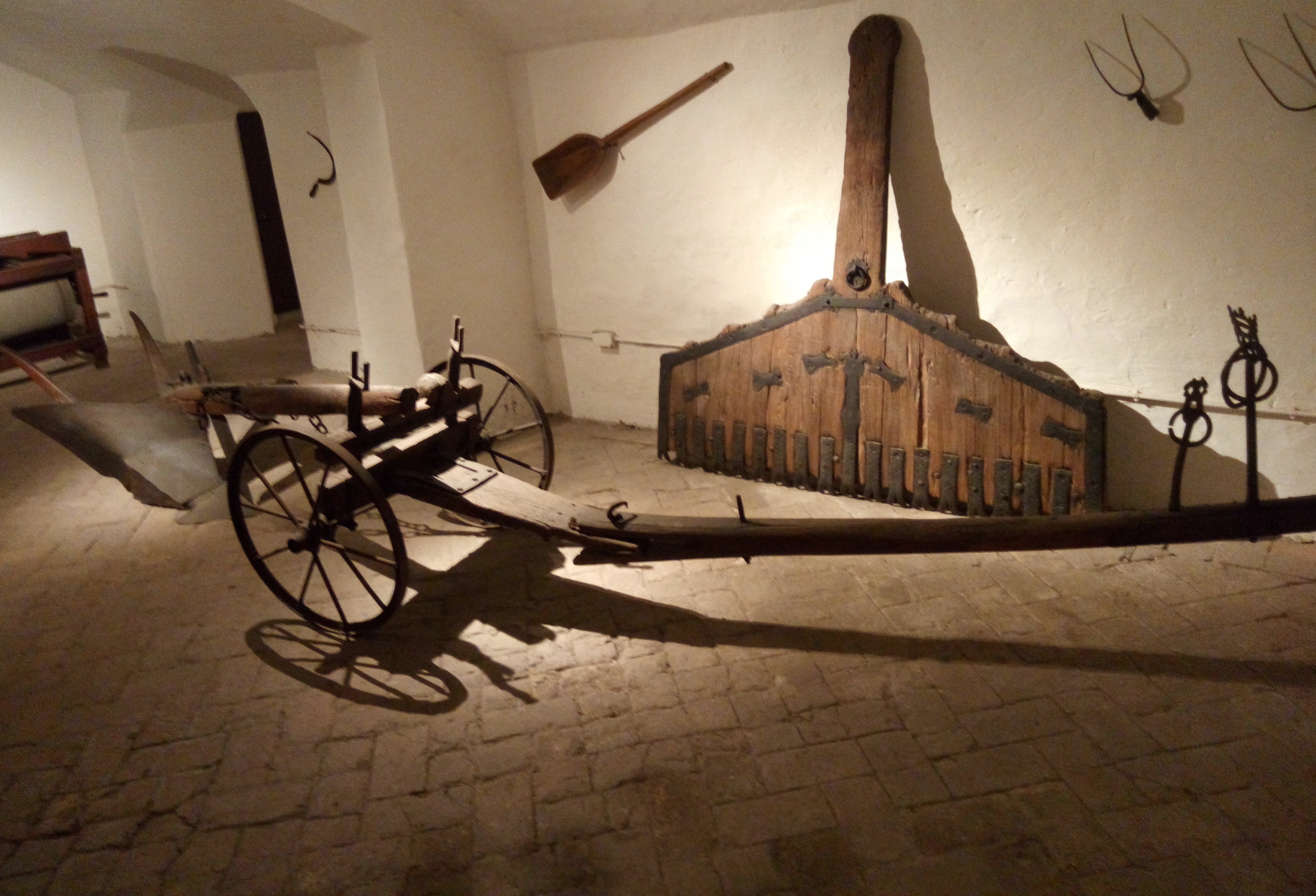
Aratro con caveja ben visibile montata sul timone.